# Babe va in città
Babe va in città (Babe: Pig in the City) è un film del 1998 diretto da George Miller, sequel del film del 1995 Babe - Maialino coraggioso.

## Trama
La trama riprende dagli eventi finali del primo film, dove Babe vince il premio e diventa un fenomeno in tutto il paese. La notizia giunge persino nelle altre nazioni che desiderano vedere in mostra il talento di Babe, inviando incontri di ogni tipo al padrone. Ma lui non è interessato a tali cose, se non occuparsi della sua fattoria. Un giorno però, per colpa di Babe, il fattore Hoggett resta gravemente ferito mentre riparava il pozzo. Nonostante gli sforzi della moglie Esme, la fattoria rischia di andare in bancarotta. Alla donna viene però l'idea di esporre Babe in una fiera che si trova lontano.
Durante il viaggio, però, Esme e Babe, per via di un inconveniente, restano bloccati a Metropolis, una vasta, ostile e caotica megalopoli. Riescono con fortuna a trovare asilo in un hotel chiamato "Pulcilandia" gestito da Landlady Floom, che ospita (in segreto) diversi animali. Lo zio di Landlady, Fugly, un clown, rapisce Babe e lo inserisce nella sua troupe di animali ammaestrati: una famigliola di scimpanzé composta da Bob, Tesoro, il fratellino Sciccoso, Strazio, un cebo cappuccino e l'orango Thelonius. Durante uno spettacolo di beneficenza in un ospedale, Babe rovina lo sketch di Fugly incendiando il palcoscenico per errore. Intanto Esme, non trovando Babe, si mette alla sua ricerca nella caotica Metropolis, finendo in prigione dopo uno scontro con una gang di motociclisti. Improvvisamente, Fugly ha un malore e finisce al pronto soccorso assistito dalla nipote, che lascia incustoditi gli animali dell'hotel.
Affamati per via dell'assenza della padrona, gli scimpanzé escono per cercare cibo in un supermercato, decidendo di usare Babe come esca per distrarre i cani da guardia, che si mettono ad inseguire il maialino. Un Bull Terrier chiamato Mordace insegue Babe ma finisce appeso sopra un canale, rischiando di annegare. Babe, con un gesto di compassione, salva il feroce inseguitore sotto gli occhi degli animali dell'Hotel e di un gruppo di cani e gatti randagi che hanno assistito all'inseguimento. Il maialino guadagna così il rispetto da parte di tutti gli animali, anche di Mordace (che vuole cedergli il suo collare come pegno per averlo salvato), dando asilo nell'Hotel ai cani e gatti randagi. Ferdinand il papero, che stava freneticamente inseguendo Babe dalla fattoria a Metropolis, riesce finalmente a ritrovarlo all'hotel.
Per via del baccano che gli animali stavano facendo durante il festeggiamento di Tesoro che ha dato alla luce due gemellini, i vicini del quartiere chiamano le forze dell'ordine che catturano e ingabbiano tutti gli animali presenti nell'hotel per portarli in un istituto medico ed essere sottoposti ad esperimenti. Gli unici che si salvano sono Babe, Ferdinand, Strazio e Rotella, un cagnolino disabile. Nel frattempo, Esme viene scarcerata dopo aver descritto al giudice correttamente gli avvenimenti accaduti e torna all'Hotel, che ritrova completamente sgombrato e con Landlady, malinconica per la morte dello zio e la scomparsa di tutti gli animali. Esme indossa il costume da clown del defunto zio di Landlady (siccome durante lo scontro coi motociclisti un secchio di colla si era rovesciato addosso a lei) e si confronta con i vicini, che rivelano la posizione degli animali. Babe e le due donne raggiungono l'istituto (dove è in corso una serata di gala) e dopo una scatenata battaglia finale, Babe ed Esme salvano gli animali.
Nel finale, Landlady si trasferisce vicino alla fattoria Hoggett, dove ora vivono in pace gli animali dell'hotel (che è stato venduto e divenuto una discoteca), mentre Babe e Arthur Hoggett riescono a riparare il pozzo permettendo di far scorrere l'acqua nella stalla. Il fattore si gira verso Babe e gli dice: "Ti ringrazio, Pig".